# Cypern i Eurovision Song Contest 2012
Cypern deltog i Eurovision Song Contest 2012 i Baku i Azerbajdzjan. Landet var först ut med att bestämma sin artist då CyBC avslöjade redan den 3 augusti att man internt valt ut sångerskan Ivi Adamou till att representera landet i Baku. I en nationell final den 25 januari 2012 skulle hon sjunga 3 låtar där en av dem skulle väljas ut med en blandning av jury och telefonröster.
Den 6 december spelades videoklipp till låtarna in. I slutet av december avslöjades titlarna på låtarna. Den 6 januari släpptes de tre låtarna att lyssna på. Den 9 januari höll CyBC en presskonferens i Nicosia där de avslöjade de officiella studio-videoklippen till låtarna.
Titeln på den nationella uttagningen var "A Song for Ivi" (En sång åt Ivi) och den sändes även på webben. Programmet var 90 minuter långt och mellan 250 och 300 personer såg finalen på plats i Nicosia. Värd för programmet var Christos Grigoriadis. I finalen framförde Christos Mylordos låten "San Aggelos S’agapisa" som han framfört i Eurovision Song Contest 2011 året innan. Efter Ivi framfört de tre bidragen var röstningsfönstret öppet i tjugo minuter.
Det vinnande bidraget blev låten "La La Love".

## Resultat
| [ 9 ] | Sång                    | Låtskrivare                                                              | Plats | Poäng |
| ----- | ----------------------- | ------------------------------------------------------------------------ | ----- | ----- |
| 01    | "Call The Police"       | Lene Dissing, Jakob Glæsner, Mikko Tamminen                              | 2     | 18    |
| 02    | "La La Love"            | Alex Papaconstantinou, Björn Djupström, Alexandra Zakka, Viktor Svensson | 1     | 24    |
| 03    | "You Don't Belong Here" | Niklas Jarl, Alexander Schöld, Sharon Vaugh                              | 2     | 18    |

## Vid Eurovision
Cypern deltog i den första semifinalen den 22 maj. Där hade de startnummer 12. De tog sig vidare till finalen som hölls den 26 maj. Där hade de startnummer 8. De hamnade på 16:e plats med 65 poäng. Cypern fick poäng från 11 av de 41 röstande länderna. De fick 12 poäng från både Grekland och Sverige.